# Shirakami-Sanchi

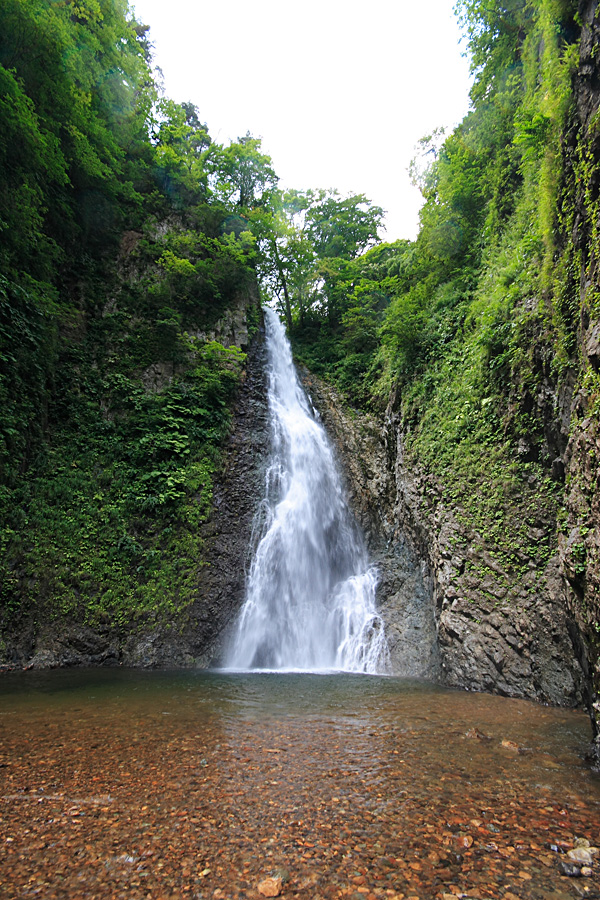
Wasserfall in Shirakami-Sanchi

Shirakami-Sanchi (jap. 白神山地, dt. „Shirakami-Bergland“) ist seit 1993 ein UNESCO-Weltnaturerbe in Nord-Honshū in Japan.
Diese gebirgige, unberührte Waldlandschaft liegt in den Präfekturen Akita und Aomori. Von der Gesamtfläche des Buchenwaldes von 1,300 km² ist ein besonders gut erhaltenes Teilgebiet von 169,7 km² Weltnaturerbe. Shirakami-Sanchi grenzt im Osten an das Schutzgebiet Tsugaru.
Das als Welterbe anerkannte Gebiet war niemals für menschliche Aktivitäten geöffnet, es gibt in dem Gebiet keine Pfade und dies soll auch so bleiben. Zutritt ist nur mit Erlaubnis der Verwaltung möglich, Angeln ist nur mit Erlaubnis sowohl der Verwaltung als auch der Fischerei-Genossenschaft möglich.
Die Kerb-Buche ist völlig ungeeignet für die Kultur des Shiitake. Daher wurden die Buchen nicht wie umliegende Wälder durch Shiitake-Züchter beeinträchtigt. Neben den Buchen gibt es Japanische Kuchenbäume (Katsura), Kalopanax septemlobus (Harigiri), Japanische Hopfenbuchen (Ostrya japonica, Asada) und andere Baumarten.
Die Anmonnotaki (Schattentor-Fälle) sind ein dreifacher Wasserfall und beliebte Sehenswürdigkeit. Diese sind, obwohl im Weltkulturerbe gelegen, leicht zu Fuß zu erreichen.
Im Gebiet kommen Tiere wie der Schwarzspecht, der japanische Steinadler, der Berghaubenadler, der Japanmakak, der Japanische Bilch und der Asiatische Schwarzbär vor.
Der Shirakamidake ist der höchste Gipfel des Gebietes. Er bietet eine schöne Aussicht und ist, da nicht Teil des Schutzgebietes, ohne Erlaubnis erreichbar und mit Toiletten und Schutzhütte ausgestattet.
Am Fuß des Shirakami-Sanchi wird in Hachimori (seit 2006 Happō) im Landkreis Yamamoto der Präfektur Akita jährlich ein in Japan bekanntes Open-Air-Konzert – das Yūkyū no Mori (悠久の杜) – veranstaltet.